# Björnberget (naturreservat, Skellefteå kommun)
Björnberget är ett naturreservat i Skellefteå kommun i Västerbottens län.
Området är naturskyddat sedan 1997 och är 67 hektar stort. Reservatet består av tallar i en västsluttning.